# Hans Selye
Hans Selye (en hongrois János Selye), né à Vienne (Autriche-Hongrie) le 26 janvier 1907 et mort à Montréal (Canada) le 16 octobre 1982, est un médecin hongrois. Il est le fondateur et le directeur de l'Institut de médecine et chirurgie expérimentale de l'Université de Montréal et un pionnier des études sur le stress.

## Biographie

### Enfance et famille
Il est né en 1907 à Vienne. Son père, Hugo Selye, était un chirurgien militaire hongrois et sa mère, Maria Felicitas Langbank, une femme du monde autrichienne. La famille Selye étant plutôt aisée, Hans Selye a reçu une éducation de qualité et pouvait, déjà à l'âge de quatre ans, parler quatre langues. Plus tard, la famille quitte Vienne et déménage à Komárom, où le jeune János finit ses études secondaires au collège des pères bénédictins de Komárno.

### Formation
En 1924, il devient étudiant en médecine à l'université de langue allemande de Prague (Université Charles de Prague) et fait ensuite des stages à Paris et à Rome, où il pratique son français et apprend l'italien. En 1929, il reçoit son doctorat en médecine et il choisit la recherche plutôt que la pratique médicale, à la grande déception de son père qui espérait le voir prendre la relève de la clinique familiale. Il travaille d'abord à l'Institut de pathologie de Prague, puis à l'Institut de pathologie expérimentale, où il acquiert, en tant que coopérateur, la pratique sur le terrain de la méthodologie expérimentale. En 1931, il reçoit un doctorat en chimie organique. Grâce à la bourse du prix Rockfeller, il se rend aux États-Unis à l'Université Johns-Hopkins (1931), puis au Canada, à l'Université McGill (1931-1934) pour poursuivre ses études.

### Carrière
Entre 1934 et 1941, il est professeur adjoint de biochimie à l'Université McGill. En 1945, il accepte un poste à la faculté de médecine de l'Université de Montréal, où il fonde l'Institut de médecine et de chirurgie expérimentale (IMCE) de l'Université de Montréal. Il reste attaché à ce poste jusqu'en 1977, moment où il prend sa retraite. Pendant ce temps, il a aussi été conseiller général en chirurgie pour l'US Army.
En tant qu'endocrinologue et inventeur de la théorie du stress, mot qu'il a lui-même introduit en médecine, Hans Selye a atteint une notoriété importante. Il découvre ce concept en étudiant la réponse physiologique d'une population de rats à l'injection d'hormones ovariennes et d'extraits placentaires. Peu de temps après, il constate que ces signes physiologiques n'ont aucune relation avec l'injection des substances hormonales, mais sont une réponse à une agression de tout type.En 1936, Hans Selye publie les premiers résultats de ses travaux dans la revue britannique Nature.
En 1956, il publie Le Stress de la vie, livre avec lequel il enrichit la recherche en endocrinologie d’un nouveau concept diagnostique : le syndrome général d’adaptation, c'est-à-dire « l’ensemble des modifications qui permettent à un organisme de supporter les conséquences physiopathologiques d’un traumatisme naturel ou opératoire ». Le stress fait ainsi son entrée dans le répertoire des pathologies du monde moderne et dans la langue française.
Hans Selye a écrit plus de 1 700 articles et 39 livres, dont The stress of life (1956, Le Stress de la vie), Stress without distress (1974, Le Stress sans détresse) et son autobiographie The stress of my life (1976, Le Stress de ma vie).

### Mort
Atteint de réticulosarcome (cancer à évolution rapide), il continue à travailler et à développer sa théorie sur le stress, mais décède finalement en 1982, à l'âge de 75 ans. Il aurait, de beaucoup, survécu à l'âge prédit alors par la médecine pour cette maladie.

## L'apport de Hans Selye

### Le père du concept du stress
L'un des premiers chercheurs à s'intéresser au stress, il en fera l'objet d'étude de l'ensemble de sa carrière scientifique. Il a défini le stress comme étant « l'ensemble des moyens physiologiques et psychologiques mis en œuvre par une personne pour s'adapter à un événement donné ». Il explique que « le changement brutal survenant dans les habitudes d'une personne, jusque-là bien équilibrée, est susceptible de déclencher un bouleversement dans sa structure psychique et même somatique ». C'est dans ce contexte qu'il développe sa théorie du syndrome général d'adaptation.
Selye s'est intéressé au stress après avoir observé, lors de son internat à l'Université de Prague, que les patients présentaient tous le même syndrome : ils avaient tous l'air malade. Il a étudié des organismes animaux et montré comment ceux-ci réagissent à divers types d'agressions. Endocrinologue, il a remarqué le comportement des hormones corticosurrénales dans le système lors d'agressions violentes de l'organisme et il a tenté d'expliquer ce phénomène.
Il explique que l'organisme, en plus de répondre à des besoins spécifiques, répond de la même manière, à des besoins non spécifiques. Cette réponse de l'organisme se trouve à être le stress. Celui-ci permet à l'organisme de retrouver un équilibre lorsqu'il réagit à des stimuli .
Selye met de l'avant le concept d'Eustress qui signifierait bon stress. Selon lui, il existerait un stress positif et un stress négatif. Un stress négatif ne permettrait pas un retour à l'équilibre, mais alimenterait l'état de détresse de l'organisme causé par les stimuli. Il est cependant possible de changer un stress négatif en stress positif.

### Modèle de Selye
Le modèle de Selye, ou « théorie du syndrome général d'adaptation », comprend trois phases où l'organisme répond à des agressions, :
- réaction d'alarme : l'organisme réagit à un agent stressant auquel il n'est pas adapté. Cette phase comprend une phase choc (état de surprise, symptômes d'altérité passive) et une phase contre-choc (l'organisme se défend contre l'agression) en réponse à la phase choc ;
- phase de résistance : continuation de la phase contre-choc, l'organisme s'adapte à l'agent stressant qui se prolonge ;
- phase d'épuisement : seuil où l'organisme cesse d'être en mesure de s'adapter au stimulus provoqué par l'agent stressant. Cette phase entraîne l'épuisement de l'organisme et peut mener à de graves troubles et maladies, voire la mort.

## Publications
Voici une bibliographie partielle de ses ouvrages publiés :
- 1943 : Encyclopedia of endocrinology Section 1, A.W.T. Franks
- 1946 : Encyclopedia of endocrinology Section IV, Richardson, Bond Wright
- 1947 : Textbook of Endocrinology, Acta Inc.
- 1950 : Stress. The physiology and pathology of exposure to stress, Acta Inc.
- 1952 : The story of the adaptation syndrome, Acta Inc. (en français L'histoire du syndrome général d'adaptation, Gallimard, coll. «L'avenir de la science», 1954
- 1956 : The Stress of Life, McGraw Hill (en français Le Stress de la vie. Le problème de l'adaptation, Gallimard, coll. «L'avenir de la science», (1re éd. en 1962, 2e éd. en 1975).
- 1964 : From dream to discovery, McGraw Hill (en français Du rêve à la découverte, La Presse, 1973)
- 1965 : The Mast cells, Butterworths
- 1971 : Hormones and resistance, Springer Verlag

- 1974 : Stress without Distress, Lippincott Company (en français Stress sans détresse, La Presse, 1974)
- 1976 : Le stress de ma vie, Éditions Stanké
- 1976 : Stress, health and disease, Butterworths
- 1979 : Cancer, stress and death, Plenunm Medical Book
- 1980 : Selye's guide to stress research, Van Nostrand Reinhold

## Prix et distinctions
Bien qu'il ne l'ait jamais gagné, il a été en nomination à 17 reprises pour le Prix Nobel,.
Voici une liste non exhaustive de ses prix et distinctions : 
- Bourse de la Fondation Rockefeller en 1931[7]
- En 1968, il reçoit le titre de compagnon de l'Ordre du Canada[18].
- Prix de l'œuvre scientifique de l'AMLFC en 1974[7]
- Prix Acfas Urgel-Archambault en 1975[7]
- Intronisé au Temple de la renommée médicale canadienne en 2006[7]
- Membre de la Société royale du Canada[19]

## Hommages
Hans Selye a reçu de nombreux honneurs, dont une vingtaine de diplômes honoraires.
De nombreux instituts portent son nom, en premier lieu l'Université János Selye de Révkomárom (Komárno) en Slovaquie, fondée en septembre 2004. Un parc lui rend hommage dans l'arrondissement Rivière-des-Prairies–Pointe-aux-Trembles de Montréal. Deux rues situées dans les villes de Kirkland et de Châteauguay portent son nom.
Le Gouvernement du Canada a souligné l'importance historique nationale de l'apport d'Hans Selye à la science par le dévoilement d'une plaque commémorative à l'Université de Montréal en 2017.
À l'Université de Montréal, sa bicyclette est exposée en permanence à l'entrée du centre d'éducation physique et des sports (CEPSUM).